# Croce Rossa camerunese

il simbolo della Croce Rossa

La Croix-Rouge Camerounaise ("Croce Rossa camerunese", in lingua francese) è la società nazionale di Croce Rossa della Repubblica del Camerun, stato dell'Africa equatoriale.

## Denominazione ufficiale
- Croix-Rouge Camerounaise (CRC), in francese, lingua ufficiale dello stato e dell'Associazione.
- Cameroon Red Cross Society (CRC), in inglese, utilizzata internazionalmente e presso la Federazione.

## Storia
La CRC fu fondata nel 1960 e nel 1963 venne riconosciuta dal CICR e ammessa nella Federazione. Nello stesso anno venne riconosciuta ufficialmente anche dal governo del Camerun come "società nazionale di Croce Rossa".
Lo statuto venne rivisto nel 2002 con l'assistenza di una delegazione della commissione congiunta Federazione-CICR alla quale è stato poi trasmesso ed adottato dall'assemblea generale della CRC nello stesso anno.

## Organizzazione
Il Comitato centrale, organo di governo, è eletto dall'Assemblea Generale. La sede centrale si trova nella capitale Yaoundé.

## Suddivisione territoriale
La Croce Rossa Camerunese è presente in 57 dei 58 distretti in cui è suddiviso il Paese con i Comitati Dipartimentali, presso i quali sono rappresentate le filiali locali.

## Risorse umane
La Croce Rossa Camerunese può contare su oltre 30.000 membri tra soci e volontari, di cui circa la metà sono membri giovani. Nella CRC sono presenti molte donne e sono ben rappresentati i diversi gruppi etnici del Paese.

## Attività
La Croce Rossa Camerunese svolge diverse attività rivolte soprattutto alle esigenze della comunità.

### Aiuto alla popolazione
La società ha dimostrato la sua capacità di agire in modo efficace in situazioni di emergenza, nonostante le sue limitate risorse finanziarie e materiali. In collaborazione con l'Alto commissariato delle Nazioni Unite per i rifugiati, la società ha attuato un programma di assistenza per i profughi del Ciad a Poli e per i rifugiati provenienti da altri paesi a in Yaoundé e Douala. Ha prontamente agito  per assistere gli sfollati nella regione di Bakasiin collaborazione con il CICR e la Federazione Internazionale. Durante l'epidemia di colera del 1999 nel Camerun meridionale la CRC ha collaborato con la Croce Rossa della confinante Guinea Equatoriale per fronteggiare l'emergenza. La società ha svolto intense attività di protezione civile in occasione delle inondazioni a Douala nel 2000, delle eruzioni del Monte Camerun del 2000 e 2001, nonché delle inondazioni in Limbé del 2001.

### Salute
La CRC gestisce un ambulatorio nella capitale, Yaoundé, dove vengono fornite cure sanitarie ai bambini di strada. Altri ambulatori si trovano in Kribi, Limbé, Mébang e Grand-Batanga. La Società collabora con il Ministero della Salute in attività di educazione sanitaria durante le campagne di vaccinazione. I volontari CRC hanno svolto una vasta campagna di sensibilizzazione all'igiene ambientale e di educazione alla salute, in seguito alle epidemie di meningite e colera che hanno colpito il paese.

### Soccorso sanitario
La Croce Rossa offre l'unico servizio ambulanze disponibile a Yaoundé, la capitale.

### Gioventù
La sezione giovanile è molto attiva è porta avanti un progetto di aiuto ai bambini di strada e di educazione e prevenzione per contrastare la diffusione dell'HIV.

### Divulgazione
La CRC opera, in collaborazione con il CICR per divulgare il Diritto Internazionale Umanitario e sensibilizzare l'opinione pubblica, anche attraverso trasmissioni radiofoniche e stampa.